# EXOPLANET 2 - The EXO'luXion -
《EXOPLANET #2 - The EXO'luXion -》은 대한민국의 음악 그룹 EXO의 두 번째 콘서트 투어이다. 콘서트 타이틀인 The EXO'luXion은 '엑소(EXO)'와 '레볼루션(Revolution)', 그리고 투어 개최 당시 인원 10명을 의미하는 로마자 X를 조합한 신조어로 블랙비트 출신의 연출가 심재원이 연출을 담당한 이 공연을 통해 EXO의 정규 2집 〈EXODUS〉의 수록곡들을 컴백에 앞서 공개한 바 있다.

## 개요
2015년 1월 16일, SM 엔터테인먼트는 EXO 공식 홈페이지를 통해 EXO의 두 번째 단독 콘서트 일정을 발표하였으며, 4회에 걸쳐 열리는 서울 공연의 티켓 예매를 21일과 22일에 걸쳐 YES24를 통해 진행할 예정이었으나, 예매 사이트가 열리기 30분 전부터 120만 명의 팬이 동시에 몰리는 사상 초유의 동시 접속으로 인하여 서버가 다운되자, 21일로 예정되어 있던 3월 7일, 8일 공연 예매는 28일로, 22일로 예정되어 있던 3월 14일, 15일 공연 티켓 예매는 29일로 연기되었다. 그러나 연기된 날에도 네이버시계를 동원할 정도로 예매 경쟁이 치열해 또다시 YES24 홈페이지가 마비되자, 예매 사이트를 통해 표를 구하지 못한 팬들은 SNS나 중고 거래 사이트를 통해 표를 구해야 했다. 이 사상 초유의 서버 다운이 벌어지면서까지 전회 매진을 기록할 정도로 반응이 좋아 13일 공연 일정이 추가되었다. 13일 공연 티켓 예매는 역시 YES24를 통해 2월 16일에 진행되었으나 이 역시 전석 매진을 기록했다. 이로써 EXO는 사상 최초로 5회에 걸쳐 서울 올림픽 체조 경기장 무대에 오르는 위업을 달성하게 되었다. 이로써 EXO는 1년 간의 총 14개국 25개 도시에서 44회의 공연을 통해 누적 관계 755,232명과 동원하였다.

## The EXO'luXion [dot]
2016년 2월 2일, SM 엔터테인먼트는 EXO 공식 홈페이지를 통해 《EXOPLANET #2 - The EXO'luXion [dot] -》의 일정을 발표하였으며 예매는 2월 16일 YES24를 통해 진행되었다. 투어의 대미를 장식하는 의미로 공연 타이틀에 마침표를 의미하는 [dot]을 추가하였다.

## 특이사항

### 카이의 부상
멤버 카이도 무대에서 추락하여 부상을 당해 당일 안무 대열에는 함께하지 못했으나 부상이 예상외로 경미하여 8일 가진 공연에는 안무도 무리없이 소화해냈다. 카이는 당일 열린 기자회견에서 "팬 여러분들게 걱정 끼쳐 드려 죄송하다. 오늘은 멋진 모습으로 보답하겠다"고 덧붙였다.

### 세훈의 부상
14일 공연에서 멤버 세훈이 미니앨범 2집 수록곡 〈Run〉을 부르던 중 지미짚에 머리를 부딪히는 부상을 당했다. 후에 멘트 중 응급조치를 받고 무대에 다시 올랐으며 클로징 멘트 중 복받친 감정에 눈물을 흘렸다. 카이의 부상을 비롯한 계속되는 안전사고에 리더 수호가 공연 주최측을 대신하여 사과의 뜻을 전했다.

### 레이저 테러
7월 19일 열렸던 북경 공연에서 두 명의 팬이 레이저 포인터로 멤버 카이와 찬열을 집중적으로 쏘아 올린 것이 알려지면서 팬들의 공분을 샀다. 중국 현지 팬들은 테러 당사자들을 거세게 비난하며 콘서트 주최측과 테러 당사자들에게 사과를 요구하였으며 안전요원 측은 "현지 경호팀에게 상황을 전달했음에도 대처가 미흡했다고 해명한 바 있다.

### 찬열 물병 테러
8월 1일 열렸던 성도 공연에서 멤버 찬열이 공연을 관람하던 한 팬이 던진 물병에 다리 부위를 맞았으며 통증을 느끼는 표정을 지었다고 현지 매체들이 전했다. 이에 레이가 공연 당일 멘트 중 "물병을 무대 위로 던지지 말아달라. 이러하면 여러분의 오빠들이 다칠 수 있다"며 팬들에게 주의를 당부했고 무대 아래에서 "알았어요(好!)"라는 함성이 잇달아 터지며 이같은 상황이 재발하지 않았다.

## 투어 일정
| 날짜                     | 도시         | 국가       | 장소                                | 관객 동원      |
| 아시아                   | 아시아       | 아시아     | 아시아                              | 아시아         |
| ------------------------ | ------------ | ---------- | ----------------------------------- | -------------- |
| 2015년 3월 7일           | 서울         | 대한민국   | 올림픽체조경기장                    | 통산 67,040명  |
| 2015년 3월 8일           | 서울         | 대한민국   | 올림픽체조경기장                    | 통산 67,040명  |
| 2015년 3월 13일          | 서울         | 대한민국   | 올림픽체조경기장                    | 통산 67,040명  |
| 2015년 3월 14일          | 서울         | 대한민국   | 올림픽체조경기장                    | 통산 67,040명  |
| 2015년 3월 15일          | 서울         | 대한민국   | 올림픽체조경기장                    | 통산 67,040명  |
| 2015년 5월 30일          | 상해         | 중국       | 메르세데스 벤츠 아레나              | 통산 23,582명  |
| 2015년 5월 31일          | 상해         | 중국       | 메르세데스 벤츠 아레나              | 통산 23,582명  |
| 2015년 6월 12일          | 대북         | 대만       | 타이베이 아레나                     | 통산 23,180명  |
| 2015년 6월 13일          | 대북         | 대만       | 타이베이 아레나                     | 통산 23,180명  |
| 2015년 6월 20일          | 방콕         | 태국       | 임팩트 아레나 무앙 통 타니          | 통산 27,476명  |
| 2015년 6월 21일          | 방콕         | 태국       | 임팩트 아레나 무앙 통 타니          | 통산 27,476명  |
| 2015년 7월 18일          | 북경         | 중국       | 마스터 카드 센터                    | 통산 23,512명  |
| 2015년 7월 19일          | 북경         | 중국       | 마스터 카드 센터                    | 통산 23,512명  |
| 2015년 8월 1일           | 성도         | 중국       | 청두 스포츠 센터                    | 16,318명       |
| 2015년 8월 16일          | 홍콩         | 홍콩       | 아시아 월드 아레나                  | 통산 27,308명  |
| 2015년 8월 17일          | 홍콩         | 홍콩       | 아시아 월드 아레나                  | 통산 27,308명  |
| 2015년 8월 22일          | 서안         | 중국       | 서안 산시성 체육관                  | 13,759명       |
| 2015년 9월 12일          | 중경         | 중국       | 충칭 올림픽 스포츠 센터             | 15,342명       |
| 2015년 10월 17일         | 광주         | 중국       | 광저우 인터네셔널 스포츠 아레나     | 12,373명       |
| 2015년 10월 31일         | 복강         | 일본       | 마린 멧세 후쿠오카                  | 통산 23,896명  |
| 2015년 11월 1일          | 복강         | 일본       | 마린 멧세 후쿠오카                  | 통산 23,896명  |
| 2015년 11월 6일          | 동경         | 일본       | 도쿄 돔                             | 통산 150,062명 |
| 2015년 11월 7일          | 동경         | 일본       | 도쿄 돔                             | 통산 150,062명 |
| 2015년 11월 8일          | 동경         | 일본       | 도쿄 돔                             | 통산 150,062명 |
| 2015년 11월 13일         | 대판         | 일본       | 쿄세라 돔 오사카                    | 통산 134,830명 |
| 2015년 11월 14일         | 대판         | 일본       | 쿄세라 돔 오사카                    | 통산 134,830명 |
| 2015년 11월 15일         | 대판         | 일본       | 쿄세라 돔 오사카                    | 통산 134,830명 |
| 2015년 11월 21일         | 마카오       | 마카오     | 베네시안 호텔 코타이 아레나         | 13,108명       |
| 2015년 12월 12일         | 남경         | 중국       | 난징 올림픽 스포츠 센터             | 11,612명       |
| 2016년 1월 9일           | 싱가포르     | 싱가포르   | 싱가포르 인도어 스타디움            | 통산 20,842명  |
| 2016년 1월 10일          | 싱가포르     | 싱가포르   | 싱가포르 인도어 스타디움            | 통산 20,842명  |
| 2016년 1월 23일          | 마닐라       | 필리핀     | 몰 오브 아시아 아레나               | 통산 20,056명  |
| 2016년 1월 24일          | 마닐라       | 필리핀     | 몰 오브 아시아 아레나               | 통산 20,056명  |
| 북아메리카               |              |            |                                     |                |
| 2016년 2월 10일          | 댈러스       | 미국       | 버라이즌 씨어터                     | 6,284명        |
| 2016년 2월 12일          | 벤쿠버       | 캐나다     | 썬더버드 아레나                     | 7,842명        |
| 2016년 2월 14일          | 로스엔젤레스 | 미국       | 로스앤젤레스 메모리얼 스포츠 아레나 | 12,998명       |
| 2016년 2월 19일          | 시카고       | 미국       | 로즈몬트 씨어터                     | 4,394명        |
| 2016년 2월 21일          | 뉴어크       | 미국       | 프루덴셜 센터                       | 10,852명       |
| 아시아                   |              |            |                                     |                |
| 2016년 2월 27일          | 자카르타     | 인도네시아 | 인도네시아 컨벤션 전시장 5-6홀      | 15,284명       |
| 2016년 3월 5일           | 대련         | 중국       | 대련 스포츠 센터                    | 15,702명       |
| 2016년 3월 12일          | 쿠알라룸푸르 | 말레이시아 | 메르데카 스타디움                   | 15,415명       |
| 2016년 3월 18일          | 서울         | 대한민국   | 올림픽체조경기장[dot]               | 통산 42,165명  |
| 2016년 3월 19일          | 서울         | 대한민국   | 올림픽체조경기장[dot]               | 통산 42,165명  |
| 2016년 3월 20일          | 서울         | 대한민국   | 올림픽체조경기장[dot]               | 통산 42,165명  |
| 총 누적 관계 - 755,232명 |              |            |                                     |                |

## 세트 리스트
- Opening VCR + Entrance Show (EXO'luXion) -
- 중독 (Overdose)_Rearranged (KR)
- History_Rearranged (KR-CH-KR)
- EL DORADO (KR)

- Ment -
- 나비소녀 (Don't Go) (KR)
- PLAYBOY (KR)
- Baby, Don't Cry (인어의 눈물) (KR)
- MY ANSWER (KR)

- VCR #2-
- The Star (KR)
- EXODUS (KR)
- HURT (KR)

- VCR #3 (Mini Me) -
- 피터팬 (Peter Pan) (KR)
- XOXO (KR)
- Lucky (KR)
- 3.6.5 (KR-CH-KR)

- Ment -
- Christmas Day (KR)
- 첫 눈 (The First Snow) (KR)
- 12월의 기적 (Miracles In December) (KR)

- Ment (찬열, 타오) -
- Beat Burger Remix Medley (KR)

1. Full Moon
2. MACHINE
3. Drop That
4. Let Out The Beast
5. Run

- VCR #4(Reconstruction) -

- VCR #5 -

- CALL ME BABY_Preview (KR)
- One Love13일~15일 한정 (KR)
- 으르렁 (Growl)_Stage Ver. (KR)
- 늑대와 미녀 (Wolf)_Stage Ver. (KR)

- Ment -
- MAMA (KR-CH-KR)

- Encore VCR -
- 약속 (EXO 2014) (KR)

- Ment -
- Thunder (KR)13일~14일 한정
- 너의 세상으로 (Angel) (KR)

- Opening VCR + Entrance Show (EXO'luXion) -
- 중독 (Overdose)_Rearranged (KR)
- History_Rearranged (KR-CH-KR)
- EL DORADO (KR)

- Ment -
- 나비소녀 (Don't Go) (KR)
- PLAYBOY (KR)
- Baby, Don't Cry (인어의 눈물) (KR)
- MY ANSWER (我的答案) (CH)

- VCR #2 -
- The Star (KR)
- EXODUS (KR)
- HURT상해 / LOVE ME RIGHT대북 (KR)

- VCR #3 (Mini Me) -
- 피터팬 (Peter Pan) (KR)
- XOXO (KR)
- Lucky (CH)
- 3.6.5 (KR-CH-KR)

- Ment -
- Christmas Day (KR)
- 첫 눈 (The First Snow) (KR)
- 十二月的奇迹 (Miracles In December) (CH)

- Ment (시우민, 찬열) -
- Beat Burger Remix Medley (KR)

1. Full Moon
2. MACHINE
3. Drop That
4. Let Out The Beast
5. Run

- VCR #4 (Reconstruction) -

- VCR #5 -

- CALL ME BABY (叫我) (CH)
- 咆哮 (Growl)_Stage Ver. (CH)
- 늑대와 미녀 (Wolf)_Stage Ver. (KR)

- Ment -
- MAMA (KR-CH-KR)

- Encore VCR -
- 约定 (EXO 2014) (CH)

- Ment -
- 너의 세상으로 (Angel) (KR)

- Opening VCR + Entrance Show (EXO'luXion) -
- 중독 (Overdose)_Rearranged (KR)
- History_Rearranged (KR-CH-KR)
- EL DORADO (KR)

- Ment -
- 나비소녀 (Don't Go) (KR)
- PLAYBOY (KR)
- Baby, Don't Cry (인어의 눈물) (KR)
- MY ANSWER (KR)

- VCR #2 -
- The Star (KR)
- EXODUS (KR)
- HURT (KR)

- VCR #3 (Mini Me) -
- 피터팬 (Peter Pan) (KR)
- XOXO (KR)
- Lucky (CH)
- 3.6.5 (KR-CH-KR)

- Ment -
- Christmas Day (KR)
- 첫 눈 (The First Snow) (KR)
- 十二月的奇迹 (Miracles In December) (CH)

- Ment (시우민, 찬열) -
- Beat Burger Remix Medley (KR)

1. Full Moon
2. MACHINE
3. Drop That
4. Let Out The Beast
5. Run

- VCR #4 (Reconstruction) -

- VCR #5 -

- CALL ME BABY (KR)
- LOVE ME RIGHT (KR)
- 咆哮 (Growl)_Stage Ver. (CH)

- Ment -
- MAMA (KR-CH-KR)

- Encore VCR -
- 약속 (EXO 2014) (KR)

- Ment -
- 너의 세상으로 (Angel) (KR)

- Opening VCR + Entrance Show (EXO'luXion) -
- 중독 (Overdose)_Rearranged (KR)
- History_Rearranged (KR-CH-KR)
- EL DORADO (KR)

- Ment -
- 나비소녀 (Don't Go) (KR)
- PLAYBOY (KR)
- Baby, Don't Cry (인어의 눈물) (KR)
- MY ANSWER (我的答案) (CH)

- VCR #2 -
- The Star (KR)
- EXODUS (KR)
- HURT (KR)

- VCR #3 (Mini Me) -
- 피터팬 (Peter Pan) (KR)
- XOXO (KR)
- Lucky (CH)
- 3.6.5 (KR-CH-KR)

- Ment -
- Christmas Day (KR)
- 첫 눈 (The First Snow) (KR)
- 十二月的奇迹 (Miracles In December) (CH)

- Ment (시우민, 찬열) -
- Beat Burger Remix Medley (KR)

1. Full Moon
2. MACHINE
3. Drop That
4. Let Out The Beast
5. Run

- VCR #4 (Reconstruction) -

- VCR #5 -

- CALL ME BABY (叫我) (CH)
- 咆哮 (Growl)_Stage Ver. (CH)
- LOVE ME RIGHT (漫遊宇宙) (CH)

- Ment -
- MAMA (KR-CH-KR)

- Encore VCR -
- 约定 (EXO 2014) (CH)

- Ment -
- 너의 세상으로 (Angel) (KR)

- Opening VCR + Entrance Show (EXO'luXion) -
- 중독 (Overdose)_Rearranged (KR)
- History_Rearranged (KR)
- EL DORADO (KR)

- Ment -
- 나비소녀 (Don't Go) (KR)
- PLAYBOY (KR)
- Baby, Don't Cry (인어의 눈물) (KR)
- MY ANSWER (KR)

- VCR #2 -
- The Star (KR)
- EXODUS (KR)
- HURT (KR)

- VCR #3 (Mini Me) -
- 피터팬 (Peter Pan) (KR)
- XOXO (KR)
- Lucky (KR)
- 3.6.5 (KR)

- Ment -
- Christmas Day (KR)
- 첫 눈 (The First Snow) (KR)
- 12월의 기적 (Miracles In December) (KR)

- Ment (시우민, 찬열) -
- Beat Burger Remix Medley (KR)

1. Full Moon
2. MACHINE
3. Drop That (Only JP)
4. Let Out The Beast
5. Run

- VCR #4 (Reconstruction) -

- VCR #5 -
- CALL ME BABY (KR)
- One Love (KR)
- 으르렁 (Growl)_Stage Ver. (KR)

- Ment -
- Love Me Right ~romantic universe~ (JP)

- Encore VCR -
- 약속 (EXO 2014) (KR)

- Ment -
- 너의 세상으로 (Angel) (KR)

- Opening VCR + Entrance Show (EXO'luXion) -
- 중독 (Overdose)_Rearranged (KR)
- History_Rearranged (KR-CH-KR)
- EL DORADO (KR)

- Ment -
- 나비소녀 (Don't Go) (KR)
- PLAYBOY (KR)
- Baby, Don't Cry (인어의 눈물) (KR)
- MY ANSWER (我的答案) (CH)

- VCR #2 -
- The Star (KR)
- EXODUS (KR)
- HURT (KR)

- VCR #3 (Mini Me) -
- 피터팬 (Peter Pan) (KR)
- XOXO (KR)
- Lucky (CH)
- 3.6.5 (KR-CH-KR)

- Ment -
- Christmas Day (KR)
- 첫 눈 (The First Snow) (KR)
- 十二月的奇迹 (Miracles In December) (CH)

- Ment (시우민, 찬열) -
- Beat Burger Remix Medley (KR)

1. Full Moon
2. MACHINE
3. Drop That
4. Let Out The Beast
5. Run

- VCR #4 (Reconstruction) -

- VCR #5 -

- CALL ME BABY (叫我) (CH)
- One Love (KR)
- 咆哮 (Growl)_Stage Ver. (CH)

- Ment -
- LOVE ME RIGHT (漫遊宇宙) (CH)

- Encore VCR -
- 约定 (EXO 2014)마카오, 남경 (CH) / Sing For You대련 (KR)

- Ment -
- 너의 세상으로 (Angel)마카오, 남경 / 불공평해 (Unfair)대련 (KR)

- Opening VCR + Entrance Show (EXO'luXion) -
- 중독 (Overdose)_Rearranged (KR)
- History_Rearranged (KR-CH-KR)
- EL DORADO (KR)

- Ment -
- 나비소녀 (Don't Go) (KR)
- PLAYBOY (KR)
- Baby, Don't Cry (인어의 눈물) (KR)
- MY ANSWER (我的答案) (CH)

- VCR #2 -
- The Star (KR)
- EXODUS (KR)
- HURT (KR)

- VCR #3 (Mini Me) -
- 피터팬 (Peter Pan) (KR)
- XOXO (KR)
- Lucky (CH)
- 3.6.5 (KR-CH-KR)

- Ment -
- Christmas Day (KR)
- 첫 눈 (First Snow) (KR)
- 十二月的奇迹 (Miracles In December) (CH)

- Ment (시우민, 찬열) -
- Beat Burger Remix Medley (KR)

1. Full Moon
2. MACHINE
3. Drop That
4. Let Out The Beast
5. Run

- VCR #4 (Reconstruction) -

- VCR #5 -

- CALL ME BABY (KR)
- One Love (KR)
- 咆哮 (Growl)_Stage Ver. (CH)

- Ment -
- LOVE ME RIGHT (KR)

- Encore VCR -
- Sing For You (KR)

- Ment -
- 불공평해 (Unfair) (KR)

- Opening VCR + Entrance Show (EXO'luXion) - 
- 중독 (Overdose)_Rearranged (KR)
- History_Rearranged (KR)
- EL DORADO (KR)

- Ment -
- 나비소녀 (Don't Go) (KR)
- PLAYBOY (KR)
- Baby, Don't Cry (인어의 눈물) (KR)
- MY ANSWER (KR)

- VCR #2 -
- The Star (KR)
- EXODUS (KR)
- HURT (KR)

- VCR #3 (Mini Me) -
- 피터팬 (Peter Pan) (KR)
- XOXO (KR)
- Lucky (KR)
- 3.6.5 (KR)

- Ment -
- Christmas Day (KR)
- 첫 눈 (The First Snow) (KR)
- 12월의 기적 (Miracles In December) (KR)

- Ment (시우민, 찬열) -
- Beat Burger Remix Medley (KR)

1. Full Moon
2. MACHINE
3. Drop That
4. Let Out The Beast
5. Run

- VCR #4 (Reconstruction) -

- VCR #5 -

- CALL ME BABY (KR)
- One Love자카르타 한정 (KR)
- 으르렁 (Growl)_Stage Ver. (KR)

- Ment -
- LOVE ME RIGHT (KR)

- Encore VCR -
- Sing For You (KR)

- Ment -
- 불공평해 (Unfair) (KR)

- Opening VCR + Entrance Show (EXO'luXion) - 
- 중독 (Overdose)_Rearranged (KR)
- History_Rearranged (KR)
- MAMA (KR)

- Ment -
- 나비소녀 (Don't Go) (KR)
- PLAYBOY (KR)
- Baby, Don't Cry (인어의 눈물) (KR)
- MY ANSWER (KR)

- VCR #2 -
- The Star (KR)
- EXODUS (KR)
- HURT (KR)

- VCR #3 (Mini Me) -
- 피터팬 (Peter Pan) (KR)
- XOXO (KR)
- Lucky (KR)
- 3.6.5 (KR)

- Ment -
- Christmas Day (KR)
- 첫 눈 (The First Snow) (KR)
- 12월의 기적 (Miracles In December) (KR)

- Ment (시우민, 찬열) -
- Beat Burger Remix Medley (KR)

1. Full Moon
2. MACHINE
3. Drop That
4. Let Out The Beast
5. Run

- VCR #4 (Reconstruction) -

- VCR #5 -

- CALL ME BABY (KR)
- One Love (KR)
- 으르렁 (Growl) (KR)

- Ment -
- LOVE ME RIGHT (KR)

- Encore VCR -
- Sing For You (KR)

- Ment -
- 불공평해 (Unfair) (KR)

- Opening VCR + Entrance Show (EXO'luXion) - 
- 중독 (Overdose)_Rearranged (KR)
- History_Rearranged[27](KR-CH-KR)
- EL DORADO (KR)

- Ment -
- 나비소녀 (Don't Go) (KR)
- PLAYBOY (KR)
- Baby, Don't Cry (인어의 눈물) (KR)
- MY ANSWER (KR)

- VCR #2 -
- The Star (KR)
- EXODUS (KR)
- HURT (KR)

- VCR #3 (Mini Me) -
- 피터팬 (Peter Pan) (KR)
- XOXO (KR)
- Lucky (KR)
- 3.6.5 (KR-CH-KR)

- Ment -
- Christmas Day (KR)
- 첫 눈 (The First Snow) (KR)
- 12월의 기적 (Miracles In December) (KR)

- Ment (시우민, 찬열) -
- Beat Burger Remix Medley (KR)

1. Full Moon
2. MACHINE
3. Drop That
4. Let Out The Beast
5. Run

- VCR #4 (Reconstruction) -

- VCR #5 -

- CALL ME BABY (KR)
- 으르렁 (Growl)_Stage Ver. (KR)

- Ment -
- LOVE ME RIGHT (KR)

- Encore VCR (EXO'LuXion Diary)-
- Girl x Friend (KR)
- 불공평해 (Unfair) (KR)

- Ment -
- Sing For You (KR)

- Double Encore (20일 한정) -
- 약속 (EXO 2014) (KR)

## 관련 디스코그래피

### DVD
| 종류 | DVD 정보                                                                    |
| ---- | --------------------------------------------------------------------------- |
| DVD  | 《EXOPLANET #2 - The EXO'luXion - in SEOUL》 DVD - 발매일 : 2016년 2월 26일 |

### 포토북
| 종류   | 포토북 정보                                                                 |
| ------ | --------------------------------------------------------------------------- |
| 포토북 | 《EXOPLANET #2 - The EXO'luXion -》 CONCERT BOOK - 발매일 : 2016년 7월 26일 |

### 블루레이
| 종류     | 블루레이 정보                                                                   |
| -------- | ------------------------------------------------------------------------------- |
| 블루레이 | 《EXOPLANET #2 - The EXO'luXion - in SEOUL》 Blu-ray - 발매일 : 2016년 11월 9일 |

## 제작
- EXO (레이, 디오,  첸, 찬열, 세훈, 수호, 카이, 시우민, 백현, 타오)
- 주최 : SM 엔터테인먼트
- 주관 : 드림메이커, 드림시큐리티
- 후원 : YES24
- 총연출 : 심재원
- 영상감독 : 권순욱